# Heptadécaèdre

Pyramide hexadécagonale

Un heptadécaèdre est un polyèdre à 17 faces. Il n'existe aucun heptadécaèdre régulier. Il existe de nombreuses formes topologiques d'heptadécaèdre, comme la pyramide hexadécagonale ou le prisme pentadécagonal.

## Heptadécaèdres convexes
Il existe 6 415 851 530 241 heptadécaèdres convexes topologiquement distincts.